# Araras
Araras es un municipio brasileño del estado de São Paulo. Se localiza a una latitud 22°21′25″ sur y a una longitud 47º23'03" oeste. Su población estimada en 2006 era de 116.566 habitantes.

## Historia
La fundación de la ciudad es atribuida a los hermanos Bento de Lacerda Guimarães, barón de Araras, y José Lacerda Guimarães, barón de Arari, originarios de Itatiba. Las primeras residencias de la región surgieron en sus tierras alrededor de 1862, pero fue la donación de parte de la Hacienda San Joaquim (en el Municipio de Limeira) - propiedad que pertenece hasta hoy a sus descendientes, que permitió la construcción de la capilla que más tarde se tornaría la Iglesia Nuestra Señora del Patrocínio de la ciudad, el 15 de agosto de 1862. El nombre "Araras" fue escogido en referencia al nombre del río que corta la ciudad, y también debido al gran número de esa ave que había en la región.
En 1879 el poblado fue considerado ciudad y en 1892 fue instalada a comarca.

## Geografía
Posee un área de 643,40 km². 

### Demografía
| Población histórica del municipio | Población histórica del municipio | Población histórica del municipio | Población histórica del municipio |
| Año                               | Población                         |                                   | %±                                |
| --------------------------------- | --------------------------------- | --------------------------------- | --------------------------------- |
| 1872                              | 5495                              |                                   |                                   |
| 1890                              | 9355                              |                                   | 70,2%                             |
| 1900                              | 11 663                            |                                   | 24,7%                             |
| 1910                              | 21 574                            |                                   | 85,0%                             |
| 1920                              | 25 613                            |                                   | 18,7%                             |
| 1925                              | 28 003                            |                                   | 9,3%                              |
| 1929                              | 42 722                            |                                   | 52,6%                             |
| 1934                              | 24 234                            |                                   | −43,3%                            |
| 1937                              | 25 908                            |                                   | 6,9%                              |
| 1940                              | 22 614                            |                                   | −12,7%                            |
| 1946                              | 23 970                            |                                   | 6,0%                              |
| 1950                              | 28 599                            |                                   | 19,3%                             |
| 1958                              | 34 108                            |                                   | 19,3%                             |
| 1960                              | 39 102                            |                                   | 14,6%                             |
| 1970                              | 53 422                            |                                   | 36,6%                             |
| 1980                              | 65 010                            |                                   | 21,7%                             |
| 1991                              | 87 459                            |                                   | 34,5%                             |
| 2000                              | 104 196                           |                                   | 19,1%                             |
| 2010                              | 118 843                           |                                   | 14,1%                             |
| 2022                              | 130 866                           |                                   | 10,1%                             |
| [ 5 ] [ 6 ] [ 7 ]                 |                                   |                                   |                                   |

Datos del censo 2000
Población Total: 104 196
- Urbana: 97 860
- Rural: 6336
- Hombres: 52 079
- Mujeres: 52 117

Densidad demográfica (hab./km²): 161,95
Mortalidad infantil hasta 1 año (por mil): 10,16
Expectativa de vida (años): 74,61
Tasa de fertilidad (hijos por mujer): 2,30
Tasa de alfabetización: 100%
Índice de Desarrollo Humano (IDH-M): 0,828
- IDH-M Salario: 0,763
- IDH-M Longevidad: 0,827
- IDH-M Educación: 0,894

(Fuente: IPEADATA)

### Hidrografía
- Río Moji-Guaçu
- Arroyo das Araras
- Arroyo de las Furnas

### Carreteras
- SP-191 - Carretera Wilson Finardi
- SP-330 - Carretera Anhangüera

## Infraestructura

### Comunicaciones
La ciudad fue atendida por la Empresa Telefónica Ararense, que inauguró el sistema telefónico automático de la ciudad en 1960. En 1976 pasó a ser atendida por la Telecomunicações de São Paulo (TELESP), que inauguró la central telefónica utilizada hasta hoy e implantó el sistema. marcación directa a distancia (DDD) en 1977, con el código de área (0195).
En 1996, el código de área de la ciudad fue cambiado a (019), para estandarizar el sistema telefónico con telefonía celular que se estaba implementando en todo el estado.

## Religión
El Cristianismo está presente en la ciudad de la siguiente manera:

### Iglesia Católica
La iglesia católica del municipio forma parte de la diócesis de Limeira.

### Iglesia Protestante
En la ciudad están presentes las más diversas creencias evangélicas, principalmente pentecostales, incluidas las Asambleas de Dios de Brasil (la iglesia evangélica más grande del país), Congregación Cristiana, entre otras. Estas denominaciones están creciendo cada vez más en todo Brasil.